# U letce
Pomník nazývaný U Letce se nalézá u lesní cesty asi 100 m jižně od Oboreckého rybníka na katastru města Horní Jelení v okrese Pardubice.
Pomník byl vybudován na památku letecké katastrofy, při které dne 9. srpna 1937 zahynul při cvičném letu na jednomístném stíhacím letounu Avia B-534 pilot Josef Rejchl z vojenského letiště v Hradci Králové ve Věkoších.